# Full of Hell
Full of Hell — американская грайндкор-группа из Ошен-Сити (Мэриленд) и Пенсильвании, образованная в 2009 году. В настоящее время подписаны на лейбл Relapse Records. Они выпустили пять студийных альбомов — Roots of Earth Are Consuming My Home (2011), Rudiments of Mutilation (2013), Trumpeting Ecstasy (2017), Weeping Choir (2019) и Garden of Burning Apparitions (2021) — а также три совместных проекта — Full of Hell & Merzbow (2014) с японским нойз-исполнителем Merzbow и One Day You Will Ache Like I Ache (2016) и Ascending a Mountain of Heavy Light (2017) со сладж-метал-группой The Body.

## История
Группа образовалась в 2009 году. С тех пор они подписали контракт с A389 Recordings и Profound Lore Records, выпустив три полноформатных альбома. Дебютный альбом группы под названием Roots of Earth Are Consuming My Home был выпущен в 2011 году. Второй альбом Rudiments of Mutilation был выпущен в 2013 году. В сотрудничестве с японским нойз-артистом Merzbow в 2014 году был выпущен альбом Full of Hell & Merzbow.
8 января 2016 года Full of Hell выпустили EP из четырёх песен под названием Amber Mote in the Black Vault на лейбле Bad Teeth Recordings. В релиз вошли три оригинальных трека и кавер на трек Melvins «Oven», первоначально выпущенный на их альбоме 1989 года Ozma. Описывая причины выбора трека, группа объяснила: «Мы много лет хотели сделать кавер на песню Melvins, и „Oven“ всегда был одним из наших лучших вариантов. Мы всегда вдохновлялись Melvins на каждом уровне — совершенно уникальная и бескомпромиссная группа, которая всегда работала на износ. Они — группа, которую невозможно определить, но всегда можно узнать. Совершенно блестяще. В прошлых каверах мы всегда отклонялись от исходного материала, но в этот раз мы решили придерживаться оригинального звучания и темпа».
После успешного совместного тура с Merzbow в 2015 году, коллектив планировал записать ещё один совместный альбом с авангард-метал-группой The Body. Две группы решили вместе отправиться в студию для записи альбома, не написав предварительно никакого материала. Названный One Day You Will Ache Like I Ache, совместный альбом был выпущен 25 марта 2016 года на лейбле Neurot Recordings, основанном участниками Neurosis и Tribes of Neurot. 2 декабря того же года на лейбле Closed Casket Activities вышел сплит с группой Nails.
Пятый студийный альбом Full of Hell, Trumpeting Ecstasy, был выпущен 5 мая 2017 года. Альбом занял 4-е место в списке «10 лучших метал- и хардкор-альбомов 2017 года» по версии журнала Exclaim!.
13 февраля 2018 года группа объявила о подписании контракта с Relapse Records.

## Дискография

### Студийные альбомы
- Roots of Earth Are Consuming My Home (2011)
- Rudiments of Mutilation (2013)
- Trumpeting Ecstasy (2017)
- Weeping Choir (2019)
- Garden of Burning Apparitions (2021)

### Совместные альбомы
- Full of Hell & Merzbow (с Merzbow) (2014)
- One Day You Will Ache Like I Ache (с The Body) (2016)
- Ascending a Mountain of Heavy Light (с The Body) (2017)

### EP
- Savage (2009)
- The Inevitable Fear of Existence (2010)
- F.O.H. Noise (2011)
- F.O.H. Noise: Vol. 2 (2011)
- F.O.H. Noise: Vol. 3 (2012)
- F.O.H. Noise: Vol. 4 (2013)
- Amber Mote in the Black Vault (2015)
- Live at Roadburn (2016)

### Сплиты
- Full of Hell / Goldust (2011)
- Full of Hell / Code Orange Kids (2012)
- Full of Hell / Calm the Fire (2012)
- Full of Hell / The Guilt Of… (2012)
- Full of Hell / Psywarfare (2014)
- Nails / Full of Hell (2016)
- Full of Hell / Intensive Care (2018)